# Fissidens flabellatus
Fissidens flabellatus är en bladmossart som beskrevs av Hornschuch 1840. Fissidens flabellatus ingår i släktet fickmossor, och familjen Fissidentaceae. Inga underarter finns listade i Catalogue of Life.